# Vale do Paraíso (Rondônia)
Vale do Paraíso is een gemeente in de Braziliaanse deelstaat Rondônia. De gemeente telt 8.913 inwoners (schatting 2009).